# انریکه مسا
انریکه مزا (انگلیسی: Enrique Meza؛ زادهٔ ۳ مارس ۱۹۴۸) بازیکن فوتبال و مربی فوتبال اهل مکزیک است. وی به عنوان سرمربی در سال ۲۰۰۶ تیم فوتبال باشگاه فوتبال پاچوکا را قهرمان جام سودامریکانا کرد.
از باشگاه‌هایی که در آن بازی کرده‌است می‌توان به باشگاه فوتبال کروز آزول، اشاره کرد.